# Malga Flavona

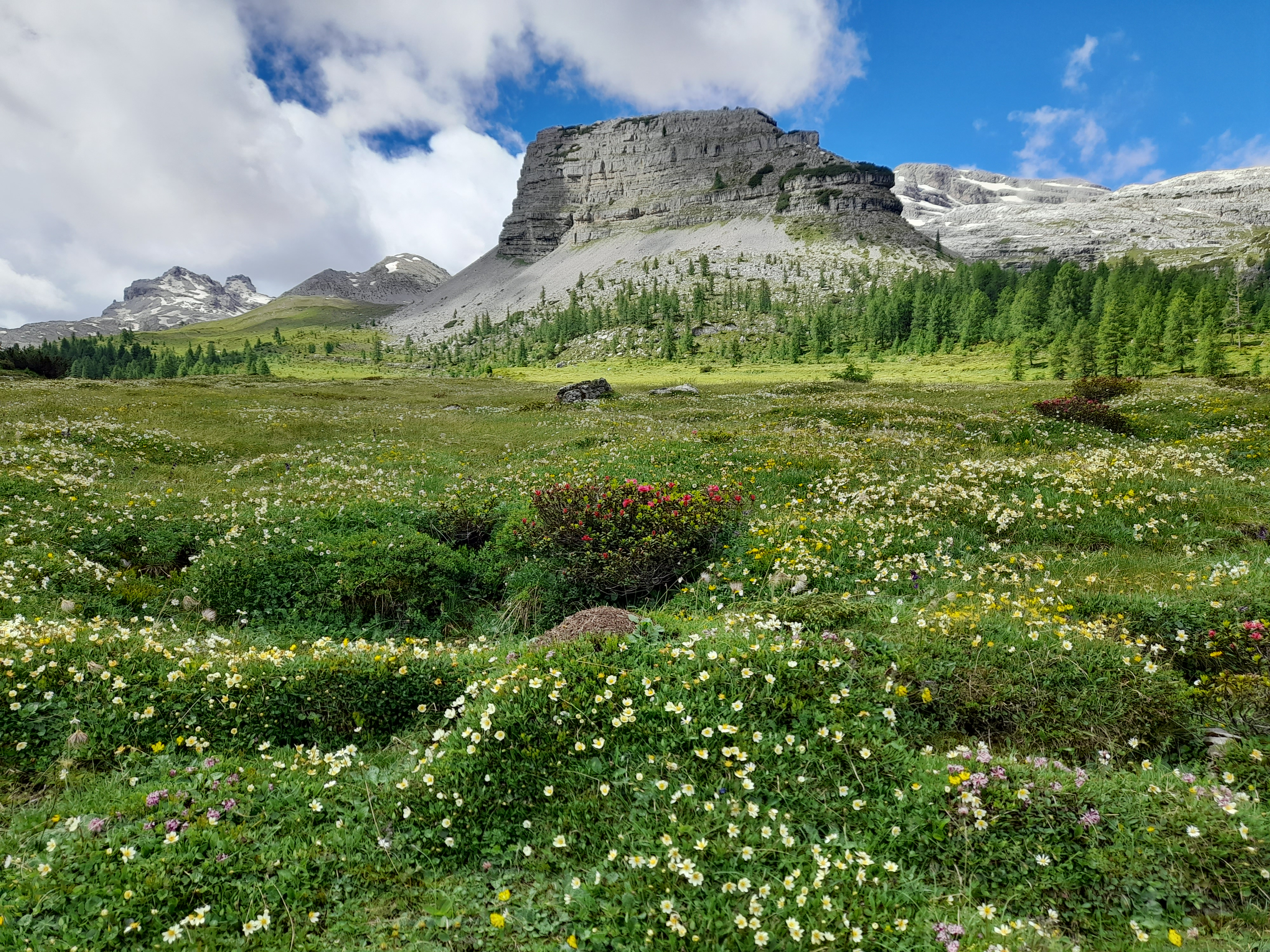
I prati del Campo Flavona con il Turrion Basso

La Malga Flavona è un bivacco situato nel comune di Ville d'Anaunia, ma appartiene da sempre alle comunità del Contà. Si trova nell'alta Val di Tovel nelle Dolomiti di Brenta, ad un'altitudine di 1858 m. È parte del territorio del Parco naturale Adamello Brenta.

## Descrizione
La malga è di proprietà del Comune di Contà e durante l'estate viene normalmente monticata. Si trova in una vasta radura circondata ad est dalle imponenti pareti di Cima di Val Scura e delle altre vette della catena occidentale del Sottogruppo della Campa, ad ovest dalle balze rocciose del Passo del Grostè e della Pietra Grande. Poco a monte della malga, a circa 2000 metri di quota, si trovano le grandi praterie del Campo Flavona, uno dei siti di maggior valore naturalistico e paesaggistico del Parco Naturale Adamello Brenta, sulle quali svetta la singolare mole del Turrion Basso, un rilevo isolato, dalla caratteristica forma a fuso allungato.

## Accessi
- Dal parcheggio presso il Lago di Tovel (1159 m) si segue il segnavia 314 (strada forestale) fino a Malga Pozzòl (1632 m). Da qui si prende il sentiero SAT 371 che conduce a Malga Flavona. (Ore: 2.30).[3]
- Dal parcheggio di Malga Arza (1507 m) seguendo il sentiero SAT 330 passando per Malga Termoncello (1860 m). (Ore: 3.00).[4]

## Traversate
- Alla Malga Spora (1851 m) seguendo il sentiero SAT 371 che risale i prati del Campo Flavona fino al Passo della Gaiarda (2235 m). Da qui si prende a sinistra il sentiero SAT 301 con il quale si scende alla Spora. (Ore: 2.30).[5]
- Alla Malga Campa (1978 m) attraverso la Bocchetta di Val Scura (2376 m) seguendo i sentieri SAT 330 e 338 (Ore: 3.30).
- Alla Rifugio Graffer al Grostè (2261 m) seguendo i sentieri SAT 371 e 301 superando il Passo del Grostè (2438 m). (Ore: 3.00).